# Moviment de la Llibertat de Caixmir
Moviment de la Llibertat de Caixmir (Kashmir Freedom Movement) és el nom del moviment politic al Caixmir que el 1931 va dirigir Sheikh Abdullaha contra el maharajà exigint reformes polítiques. El moviment va acabar amb l'establiment d'una assemblea representativa i va donar origen al moviment "Surt de Caixmir" dirigit contra el maharajà, i provocà l'establiment de l'organització política All Jammu and Kashmir Muslim Conference (Conferència Musulmana de Jammu i Caixmir) que el 1939 esdevingué Conferència Nacional de Jammu i Caixmir.
El 1994 es va fundar a l'exili un moviment amb aquest nom (World Kashmir Freedom Movement) amb Ayyub Thukar com a President.